# José Luis Cazares
José Luis Cazares (n. Guayaquil, Ecuador; 14 de mayo de 1991) es un futbolista ecuatoriano. Juega de centrocampista y su equipo actual es Macará de la Serie A de Ecuador.

## Estadísticas

### Clubes
Actualizado al último partido disputado el 17 de agosto de 2025.
| Club                                   | Div.          | Temporada     | Liga  | Liga  | Copas nacionales | Copas nacionales | Copas internacionales | Copas internacionales | Total | Total |
| Club                                   | Div.          | Temporada     | Part. | Goles | Part.            | Goles            | Part.                 | Goles                 | Part. | Goles |
| -------------------------------------- | ------------- | ------------- | ----- | ----- | ---------------- | ---------------- | --------------------- | --------------------- | ----- | ----- |
| River Ecuador · Ecuador                | 3.ª           | 2008          | 1     | 0     | Inexistentes     | Inexistentes     | Inexistentes          | Inexistentes          | 1     | 0     |
| River Ecuador · Ecuador                | 3.ª           | 2009          | 25    | 1     | Inexistentes     | Inexistentes     | Inexistentes          | Inexistentes          | 25    | 1     |
| River Ecuador · Ecuador                | 2.ª           | 2010          | 38    | 2     | Inexistentes     | Inexistentes     | Inexistentes          | Inexistentes          | 38    | 2     |
| River Ecuador · Ecuador                | 2.ª           | 2011          | 38    | 2     | Inexistentes     | Inexistentes     | Inexistentes          | Inexistentes          | 38    | 2     |
| River Ecuador · Ecuador                | 2.ª           | 2012          | 42    | 1     | Inexistentes     | Inexistentes     | Inexistentes          | Inexistentes          | 42    | 1     |
| River Ecuador · Ecuador                | 2.ª           | 2013          | 42    | 0     | Inexistentes     | Inexistentes     | Inexistentes          | Inexistentes          | 42    | 0     |
| River Ecuador · Ecuador                | 2.ª           | 2014          | 41    | 3     | Inexistentes     | Inexistentes     | Inexistentes          | Inexistentes          | 41    | 3     |
| River Ecuador · Ecuador                | 1.ª           | 2015          | 42    | 5     | Inexistentes     | Inexistentes     | Inexistentes          | Inexistentes          | 42    | 5     |
| River Ecuador · Ecuador                | 1.ª           | 2016          | 35    | 0     | Inexistentes     | Inexistentes     | Inexistentes          | Inexistentes          | 35    | 0     |
| River Ecuador · Ecuador                | Total club    | Total club    | 304   | 14    | 0                | 0                | 0                     | 0                     | 304   | 14    |
| Macará · Ecuador                       | 1.ª           | 2017          | 35    | 0     | Inexistentes     | Inexistentes     | Inexistentes          | Inexistentes          | 35    | 0     |
| Macará · Ecuador                       | 1.ª           | 2018          | 36    | 0     | Inexistentes     | Inexistentes     | 2                     | 0                     | 38    | 0     |
| Liga Deportiva Universitaria · Ecuador | 1.ª           | 2019          | 10    | 0     | 2                | 0                | 2                     | 0                     | 14    | 0     |
| Liga Deportiva Universitaria · Ecuador | Total club    | Total club    | 10    | 0     | 2                | 0                | 2                     | 0                     | 14    | 0     |
| Aucas · Ecuador                        | 1.ª           | 2020          | 27    | 0     | —                | —                | 2                     | 0                     | 29    | 0     |
| Aucas · Ecuador                        | Total club    | Total club    | 27    | 0     | 0                | 0                | 2                     | 0                     | 29    | 0     |
| 9 de Octubre · Ecuador                 | 1.ª           | 2021          | 25    | 0     | 2                | 0                | Inexistentes          | Inexistentes          | 27    | 0     |
| 9 de Octubre · Ecuador                 | 1.ª           | 2022          | 25    | 1     | 6                | 0                | 6                     | 0                     | 37    | 1     |
| 9 de Octubre · Ecuador                 | Total club    | Total club    | 50    | 1     | 8                | 0                | 6                     | 0                     | 64    | 1     |
| ADT · Perú                             | 1.ª           | 2023          | 7     | 0     | —                | —                | —                     | —                     | 7     | 0     |
| ADT · Perú                             | Total club    | Total club    | 7     | 0     | 0                | 0                | 0                     | 0                     | 7     | 0     |
| Técnico Universitario · Ecuador        | 1.ª           | 2024          | 26    | 1     | 3                | 0                | 1                     | 0                     | 30    | 1     |
| Técnico Universitario · Ecuador        | Total club    | Total club    | 26    | 1     | 3                | 0                | 1                     | 0                     | 30    | 1     |
| Macará · Ecuador                       | 1.ª           | 2025          | 23    | 0     | 0                | 0                | Inexistentes          | Inexistentes          | 23    | 0     |
| Macará · Ecuador                       | Total club    | Total club    | 94    | 0     | 0                | 0                | 2                     | 0                     | 96    | 0     |
| Total carrera                          | Total carrera | Total carrera | 518   | 16    | 13               | 0                | 13                    | 0                     | 544   | 16    |
| 1. 2.                                  |               |               |       |       |                  |                  |                       |                       |       |       |

## Palmarés

### Campeonatos nacionales
| Título       | Club                         | País    | Año     |
| ------------ | ---------------------------- | ------- | ------- |
| Copa Ecuador | Liga Deportiva Universitaria | Ecuador | 2018-19 |